# Leptoneta
Genre
Leptoneta est un genre d'araignées aranéomorphes de la famille des Leptonetidae.

## Distribution
Les espèces de ce genre se rencontrent en Europe du Sud, en Algérie et en Corée du Sud.

## Liste des espèces
Selon World Spider Catalog (version 25.0, 13/03/2024) :
- Leptoneta abeillei Simon, 1882
- Leptoneta albera Déjean, 2022
- Leptoneta alpica Simon, 1882
- Leptoneta berlandi Machado & Ribera, 1986
- Leptoneta cavalairensis Dresco, 1987
- Leptoneta chilbosanensis Kim, Yoo & Lee, 2016
- Leptoneta ciaisensis Dresco, 1987
- Leptoneta comasi Ribera, 1978
- Leptoneta condei Dresco, 1987
- Leptoneta conimbricensis Machado & Ribera, 1986
- Leptoneta convexa Simon, 1872
- Leptoneta corsica Fage, 1943
- Leptoneta crypticola Simon, 1907
- Leptoneta fagei Simon, 1914
- Leptoneta fouresi Dresco, 1979
- Leptoneta giputxi Prieto & Fernández-Pérez, 2023
- Leptoneta handeulgulensis Namkung, 2002
- Leptoneta hogyegulensis Paik & Namkung, 1969
- Leptoneta hongdoensis Paik, 1980
- Leptoneta infuscata Simon, 1872
- Leptoneta insularis Roewer, 1953
- Leptoneta jangsanensis Seo, 1989
- Leptoneta jeanneli Simon, 1907
- Leptoneta kernensis Simon, 1910
- Leptoneta kwangreungensis Kim, Jung, Kim & Lee, 2004
- Leptoneta lantosquensis Dresco, 1987
- Leptoneta leucophthalma Simon, 1907
- Leptoneta manca Fage, 1913
- Leptoneta microphthalma Simon, 1872
- Leptoneta minos Simon, 1882
- Leptoneta naejangsanensis Kim, Yoo & Lee, 2016
- Leptoneta namhensis Paik & Seo, 1982
- Leptoneta namkungi Kim, Jung, Kim & Lee, 2004
- Leptoneta olivacea Simon, 1882
- Leptoneta ovetana Machado, 1939
- Leptoneta paikmyeonggulensis Paik & Seo, 1984
- Leptoneta paroculus Simon, 1907
- Leptoneta patrizii Roewer, 1953
- Leptoneta proserpina Simon, 1907
- Leptoneta seogwipoensis Kim, Ye & Kim, 2015
- Leptoneta serbariuana Roewer, 1953
- Leptoneta soryongensis Paik & Namkung, 1969
- Leptoneta spinipalpus Kim, Lee & Namkung, 2004
- Leptoneta taeguensis Paik, 1985
- Leptoneta taramellii Roewer, 1956
- Leptoneta trabucensis Simon, 1907
- Leptoneta vittata Fage, 1913
- Leptoneta waheulgulensis Namkung, 1991
- Leptoneta yongyeonensis Seo, 1989

## Systématique et taxinomie
Ce genre a été décrit par Simon en 1872 dans les Dysderidae. Il est placé dans les Leptonetidae par Simon en 1890.

## Publication originale
- Simon, 1872 : « Notice complémentaire sur les arachnides cavernicoles et hypogés. » Annales de la Société Entomologique de France, sér. 5, vol. 2, p. 473-488 (texte intégral).